# Keystone (Virginia Occidental)
Keystone es una ciudad ubicada en el condado de McDowell en el estado estadounidense de Virginia Occidental. En el Censo de 2010 tenía una población de 282 habitantes y una densidad poblacional de 336,05 personas por km².

## Geografía
Keystone se encuentra ubicada en las coordenadas 37°24′57″N 81°26′46″O / 37.41583, -81.44611. Según la Oficina del Censo de los Estados Unidos, Keystone tiene una superficie total de 0.84 km², de la cual 0.84 km² corresponden a tierra firme y (0%) 0 km² es agua.

## Demografía
Según el censo de 2010, había 282 personas residiendo en Keystone. La densidad de población era de 336,05 hab./km². De los 282 habitantes, Keystone estaba compuesto por el 34.4% blancos, el 65.25% eran afroamericanos, el 0% eran amerindios, el 0.35% eran asiáticos, el 0% eran isleños del Pacífico, el 0% eran de otras razas y el 0% pertenecían a dos o más razas. Del total de la población el 0.71% eran hispanos o latinos de cualquier raza.